# Honschaft Serm
Die Honschaft Serm war vom Mittelalter bis in das 19. Jahrhundert hinein eine von 11 Honschaften im Hauptgericht Kreuzberg des Amtes Angermund im Herzogtum Berg. Das Gebiet der Honschaft liegt heute in der nordrhein-westfälischen Stadt Duisburg, Stadtteil Mündelheim, Ortsteil Serm.
Im Zuge einer Verwaltungsreform innerhalb des Großherzogtums Berg wurde 1808 die Bürgermeisterei Angermund gebildet. Die Honschaft Serm bildete im 19. Jahrhundert daraufhin zusammen mit der Honschaft Mündelheim die Spezialgemeinde Mündelheim in der bergischen Bürgermeisterei Angermund im Landkreis Düsseldorf des Regierungsbezirks Düsseldorf innerhalb der preußischen Rheinprovinz. Laut der Statistik und Topographie des Regierungsbezirks Düsseldorf von 1832 gehörten zu der Spezialgemeinde Mündelheim das Kirchdorf Mündelheim, das Wirtshaus Dammhaus, der Weiler Rheinheim, der Ackerhof Grind, das Dorf Serm und das Dorf Ehingen (originale Schreibweise). Seit 1929 gehört Serm zusammen mit Mündelheim zur Stadt Duisburg.